# Tatort: Pyramide
Pyramide ist ein Fernsehfilm aus der Krimireihe Tatort. Der vom WDR produzierte Beitrag ist die 1257. Tatort-Episode und wurde am 14. Januar 2024 im SRF, im ORF und im Ersten ausgestrahlt. Das Kölner Ermittlerduo Ballauf und Schenk ermittelt in seinem 89. Fall.

## Handlung
Die Investmentgesellschaft Concreta verkauft ahnungslosen Anlegern überteuerte Finanzprodukte. André Stamm ist neu als Telefonverkäufer bei Concreta eingestiegen.
Als der Verbraucherschutzanwalt Stephan Kleinerts erschlagen aufgefunden wird, übernehmen die Kommissare Ballauf und Schenk die Ermittlungen. Kleinerts hatte zuletzt geprellte Anleger in einer Sammelklage gegen Concreta vertreten. Da bedroht der Telefonverkäufer Robert „Rocko“ Andersen, der Stamm für Concreta geworben hatte, den Firmenchef Christopher Komann mit einer Pistole. Er will ihn zwingen, öffentlich zuzugeben, dass das Strukturvertriebs-Geschäft von Concreta auf Betrug beruht. Schenk schießt Rocko in den Arm und nimmt ihn fest. Dieser gibt an, seine Frau Sylvia sei entführt worden, um ihn zu dieser Aktion zu zwingen.
Die Polizei kann André Stamm als den Entführer von Sylvia Andersen identifizieren und festnehmen. Kurz bevor diese in ihrem Gefängnis verdurstet, verrät Stamm den Ort, wo er sie gefangen hält.
Anwalt Kleinerts hatte das Mandat für die Sammelklage gegen Concreta niedergelegt und dadurch alle Concretageschädigten gegen sich aufgebracht. Zuvor hatte Komann ihm die Begleichung seiner Schulden ermöglicht. Andrés Frau Anja hatte das Treffen von Kleinerts mit Komann beobachtet, den Anwalt damit konfrontiert und ihn dann in einer Auseinandersetzung erschlagen, nachdem er versucht hatte, sie zu würgen.
Am Ende werden Anja und André Stamm getrennt ins Gefängnis gebracht, während Komann unbehelligt weitermacht.

## Hintergrund
Der Film wurde vom 9. August 2022 bis zum 8. September 2022 in Köln gedreht. Die Premiere erfolgte am 22. Oktober 2023 auf dem Film Festival Cologne.

## Rezeption

### Kritiken
Pyramide von Regisseurin Charlotte Rolfes und den Autoren Arne Nolting und Jan Martin Scharf würde eine Sonntagabendversion jenes Milieus zeigen, das von Produktionen wie Bad Banks oder King of Stonks schon mit viel mehr erzählerischem Raum und viel mehr Geld bespielt wurde, und natürlich könne man den Unterschied ein bisschen sehen, meint Claudia Tieschky (Süddeutsche Zeitung). Wie schon der Kölner Vorweihnachts-Fall Des anderen Last sei Pyramide ein Lehrstück, Schenk (Dietmar Bär) und Ballauf (Klaus J. Behrendt) sind die Mitleidsonkel in einem modernen Sozialdrama.
Nach Ansicht von Daniela Westermayer (Südwest Presse) ist der rasant inszenierte „Tatort“ ein packender Krimi, der in acht raffiniert verschachtelte Kapitel eingeteilt ist und auf verschiedenen Zeitebenen spiele. Er sei spannend, abwechslungsreich und biete auch eine gute Portion Action.

### Einschaltquoten
Die Erstausstrahlung von Pyramide am 14. Januar 2024 wurde in Deutschland von 8,75 Millionen Zuschauern gesehen und erreichte einen Marktanteil von 28,1 % für Das Erste.